# هاروت (فیلم)
هاروت (ارمنی: Հարութ) یک فیلم است محصول سال ۱۹۳۳، به کارگردانی پی. آرماند. هیچ نسخه ای از این فیلم حفظ نشده‌است.

## بازیگران
- نینا مانوچاریان
- گریگور سارگیسف
- Ս. Միրզոյան
- Հ. Դանիելյան
- Վ. Բաբայան